# Ангел-анулярис
Ангел-анулярис (лат. Pomacanthus annularis) — вид тропических морских рыб из рода Pomacanthus семейства Pomacanthidae. Обитает в Индо-Тихоокеанской области от Восточной Африки, Индонезии и Новой Гвинеи до Новой Каледонии и юга Японии.

## Содержание в аквариуме
Ангел-анулярис является очень востребованным и ценным видом рода Помаканты. Как в дикой природе, так и в неволе, ангел-анулярис может достигать длины до 30 см.
Ангел-анулярис имеет значительное сходство с императорским ангелом в том, что оба вида претерпевают изменения окраски от юности к зрелости. Молодые особи вида ангел-анулярис тёмно-синие, почти черные, с широкими бирюзовыми и белыми вертикальными полосами. Взрослые особи имеют фиолетовую окраску с полукруглыми отметинами в середине тела.
В неволе рыбы вида ангел-анулярис едят не только водоросли, но также рыбу и кораллы. Кроме того, известно, что они питаются креветками, большими и малыми рифообразующими кораллами. Из-за этого опытные аквариумисты не рекомендуют содержать этот вид рыб в рифовом аквариуме.